# ویلز پوینت (تگزاس)
ویلز پوینت، تگزاس (به انگلیسی: Wills Point, Texas) یک شهر در ایالات متحده آمریکا با جمعیت ۳٬۴۹۶ نفر است که در تگزاس واقع شده‌است.

## موقعیت جغرافیایی
موقعیت جغرافیایی شهرها و مناطق اطراف به شرح زیر است: